# Shh
A Shh  a ciprusi Theo Evan dala, mellyel Ciprust képviselte a 2025-ös Eurovíziós Dalfesztiválon Bázelben. A dal belső kiválasztás során nyerte el a dalversenyen való indulás jogát.

## Eurovíziós Dalfesztivál
2024. szeptember 2-án az Ciprusi Műsorszolgáltató Társaság bejelentette, hogy az énekes képviseli az országot az Eurovíziós Dalfesztiválon. A dalt 2025. március 11-én mutatták be a dalfesztivál hivatalos YouTube-csatornáján.
A dalt először a május 13-án rendezett első elődöntőben, fellépési sorrendben utolsóként adta elő, a Svájcot képviselő Zoë Më Voyage című dala után. Az elődöntőben a nézői szavazatok pontjai alapján a dal nem jutott tovább a május 17-én megrendezésre került döntőbe.

## Dalszöveg
| Hush, hush If you know my name then please don't repeat it Hush, hush If you know my name then keep it a secret – A dal refrénje | Csitt, csitt Ha tudod a nevemet, akkor ne ismételd meg! Csitt, csitt Ha tudod a nevemet, akkor tartsd titokban! – A dal refrénje magyarul |

## Galéria

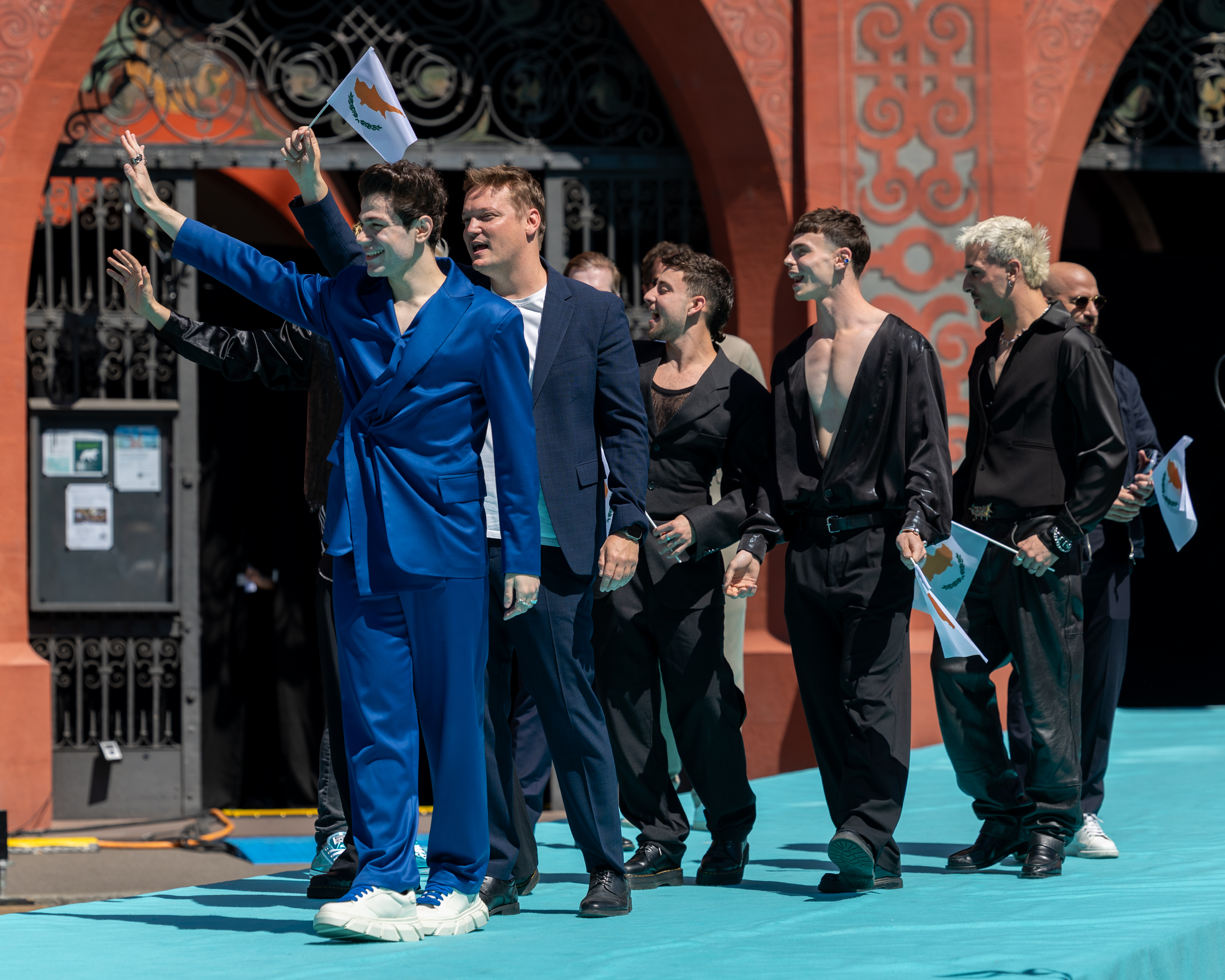
A megnyitóünnepségen
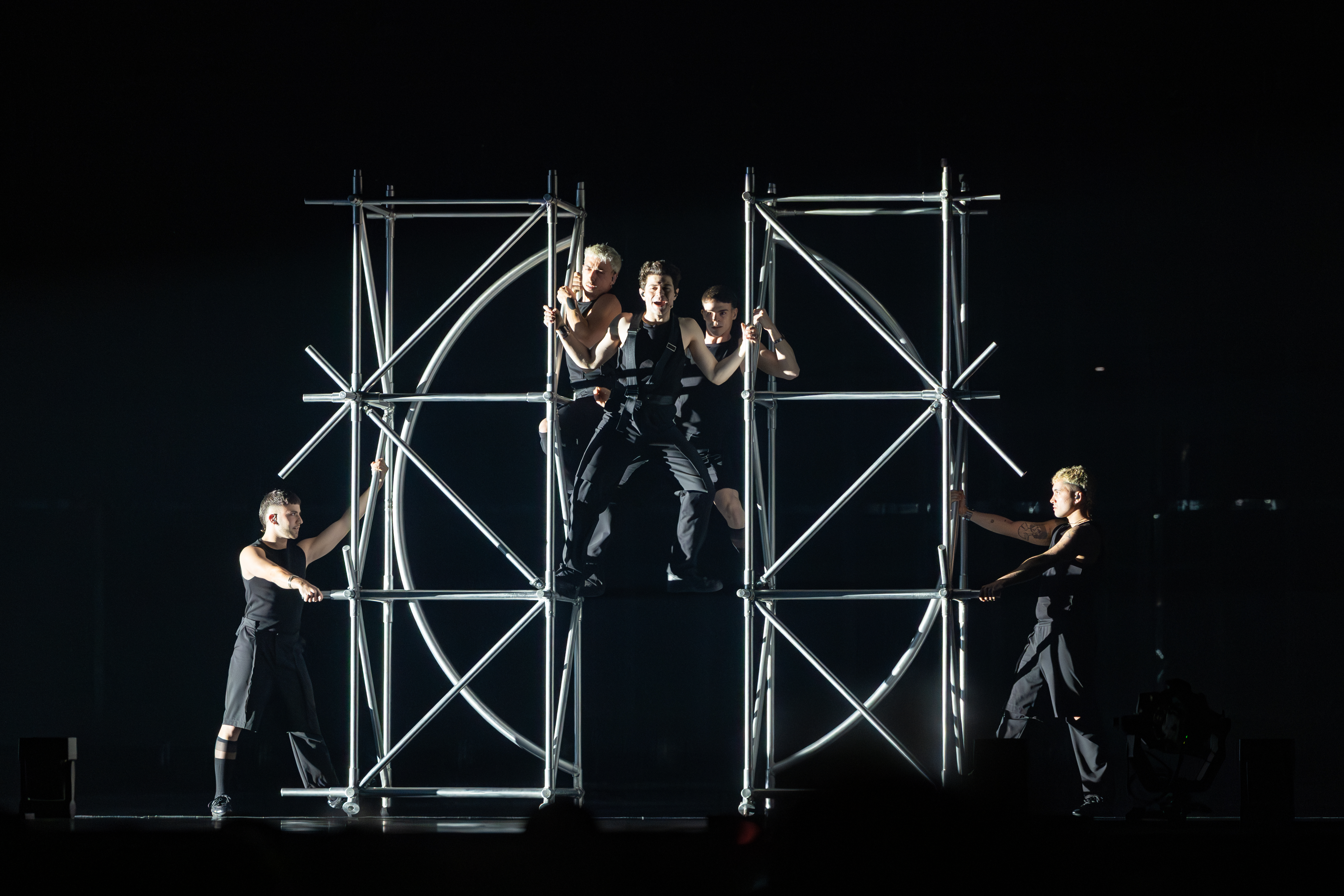
Az elődöntőben